# V・S・ナイポール
ヴィディアダハル・スラヤプラサド・ナイポール（Sir Vidiadhar Surajprasad Naipaul、1932年8月17日 - 2018年8月11日）は、イギリスの作家。

## 経歴
旧イギリス領西インド諸島トリニダード島のインド人の家系に生まれる。祖父は、砂糖プランテーションの年季奉公人の口を求めてインドからトリニダードに移民してきたヒンドゥー教のバラモンの出身。父はジャーナリスト。1950年より奨学生としてイギリスのオックスフォード大学で4年間学んだ後、BBCの仕事をした後、作家として出発し、以来創作に専念した。
トリニダードのインド人社会を舞台にした小説を数多く書き、コミカルな作風で高く評価され、1971年に『In a Free State』にてブッカー賞を受賞、2001年にノーベル文学賞を受賞した。イギリスに在住。1990年には文学への貢献によりナイトの称号を授与された。
2018年8月11日にこの世を去った。85歳没。

## 主な作品

### 小説
- 『神秘な指圧師』The Mystic Masseur（1957）
  - 永川玲二・大工原彌太郎訳、草思社、2002.2
- The Suffrage of Elvira（1958）
- 『ミゲル・ストリート』Miguel Street（1959）
  - 小沢自然・小野正嗣訳.岩波書店、2005.2。岩波文庫, 2019.5
- 『ビスワス氏の家（英語版）』A House for Mr Biswas（1961）
- Mr. Stone and the Knights Companion（1963）
- A Flag on the Island（1967）
- The Mimic Men（1967）
- 『自由の国で』In a Free State（1971）
  - 安引宏訳、草思社、2007.12
- Guerillas（1975）
- 『暗い河』A Bend in the River（1979）
  - 小野寺健訳、TBSブリタニカ、1981
- 『中心の発見』Finding the Centre（1984）
  - 栂正行・山本伸訳、草思社、2003.1
- The Enigma of Arrival（1987）
- A Way in the World（1994）
- 『ある放浪者の半生』Half a Life（2001）
  - 斎藤兆史訳　岩波書店、2002
- 『魔法の種』Magic Seeds（2004）
  - 斎藤兆史訳、岩波書店、2007.9

### ノンフィクション
- The Middle Passage: Impressions of Five Societies British, French and Dutch in the West Indies and South America （1962）
- 『インド・闇の領域』An Area of Darkness （1964） 
  - 「インド・光と風」
  - 「インド・闇の領域」各・安引宏・大工原弥太郎訳、人文書院、1985
- The Loss of El Dorado（1969）
- The Overcrowded Barracoon and Other Articles （1972）
- 『インド―傷ついた文明』India: A Wounded Civilization（1977）
  - 工藤昭雄訳、岩波現代選書、1978。岩波書店、2002.5
- A Congo Diary （1980）
- 『エバ・ペロンの帰還』The Return of Eva Perón and the Killings in Trinidad （1980） 
  - 工藤昭雄訳、TBSブリタニカ、1982
- 『イスラム紀行』Among the Believers: An Islamic Journey （1981）
  - 工藤昭雄訳（上下）、TBSブリタニカ、1983。岩波書店、2002.8
- A Turn in the South （1989）
- 『インド・新しい顔　大変革の胎動』India: A Million Mutinies Now （1990） 
  - 武藤友治訳（上下）、サイマル出版会、1997.8。岩波書店、2002.3
- Homeless by Choice （1992, with R. Jhabvala and S. Rushdie）
- Bombay （1994, with Raghubir Singh）
- 『イスラム再訪』Beyond Belief: Islamic Excursions among the Converted Peoples （1998） 
  - 斎藤兆史訳（上下）、岩波書店、2001.1
- Between Father and Son: Family Letters （1999, edited by Gillon Aitken）
- Literary Occasions: Essays （2003, by Pankaj Mishra）